# Ангел Обретенов
Ангел Тихов Обретенов е български революционер от българското националноосвободително движение, участник в Четата на Хаджи Димитър и Стефан Караджа.

## Биография
Ангел Обретенов е роден през 1837 година в Русе. Син е на Тихо Обретенов и баба Тонка Обретенова. Учи в Русе, след което отива в Северна Добруджа в Исакча, където работи в дюкяна на баща си и се запознава със Стефан Караджа. Участва в четата на Хаджи Димитър и Стефан Караджа (1868 година). Ангел Обретенов е заловен от турците, след като е ранен в битката край с. Вишовград. Осъден е на доживотна каторга в крепостта Сен Жан д'Акр, Северна Палестина (днес Израел). Освободен е през 1878 година по силата на обща амнистия. Оставя ценни спомени за заточението си. Въз основа на спомените на Ангел Обретенов, Захари Стоянов пресъздава четническата епопея през 1868 г. в книгата „Четите в България“. През октомври 1878 година се завръща в родния си град, където умира на 16 септември 1894 година.